# Evetta
Die Evetta ist ein kleines, von der BMW Isetta inspiriertes Elektroauto, das von der deutschen Firma Electric Brands hergestellt werden sollte. Es wurde auf der Nutzfahrzeug-IAA 2022 einer größeren Öffentlichkeit vorgestellt.

## Geschichte
Das Fahrzeug wurde ursprünglich von Artega Automobile im Jahr 2019 entworfen und hieß Karo.
Artega wollte ursprünglich am Microlino mitarbeiten, überwarf sich aber mit Micro Mobility Systems. Der Microlino wurde dann mit italienischer Hilfe gebaut. Artega gibt es mittlerweile nicht mehr, das Unternehmen wurde im Jahr 2022 von der Electric Brands AG aus Niedersachsen übernommen, das 2021 seinen Elektro-Lkw „Xbus“ vorgestellt hatte; anschließend brachte „Electric Brands“ den Isetta-Klon als „Evetta“ und Konkurrent zum Microlino heraus. Etwa im August 2022 wurde die Cabrio-Variante „Openair“ vorgestellt, die auf 999 Exemplare limitiert und vorbestellbar war. Im September 2022 wurde eine Pick-up-Variante „Cargo“ auf der Nutzfahrzeug-IAA gezeigt. Mit Stand Februar 2023 gab es 800 Verkaufs- und Servicepartner in Europa, 250 davon in Deutschland. Die Evetta-Fertigung sollte bei Nedcar erfolgen, die Nullserie war für Anfang 2024 geplant.
Im Februar 2024 meldete Electric Brands Insolvenz an, und die Zukunft des Unternehmens und seiner Modelle wurde unklar.

## Technik
Das Auto ist keine 2,50 m lang und hat die für die Isetta charakteristische, nach vorn öffnende Tür mit integriertem Lenkrad. Die Ladefläche der „Cargo“-Variante ist 1,50 Meter lang und 1,30 Meter breit, die Zuladung beträgt 600 Kilogramm, mehr als doppelt so viel wie bei der Lastenversion der BMW-Isetta.

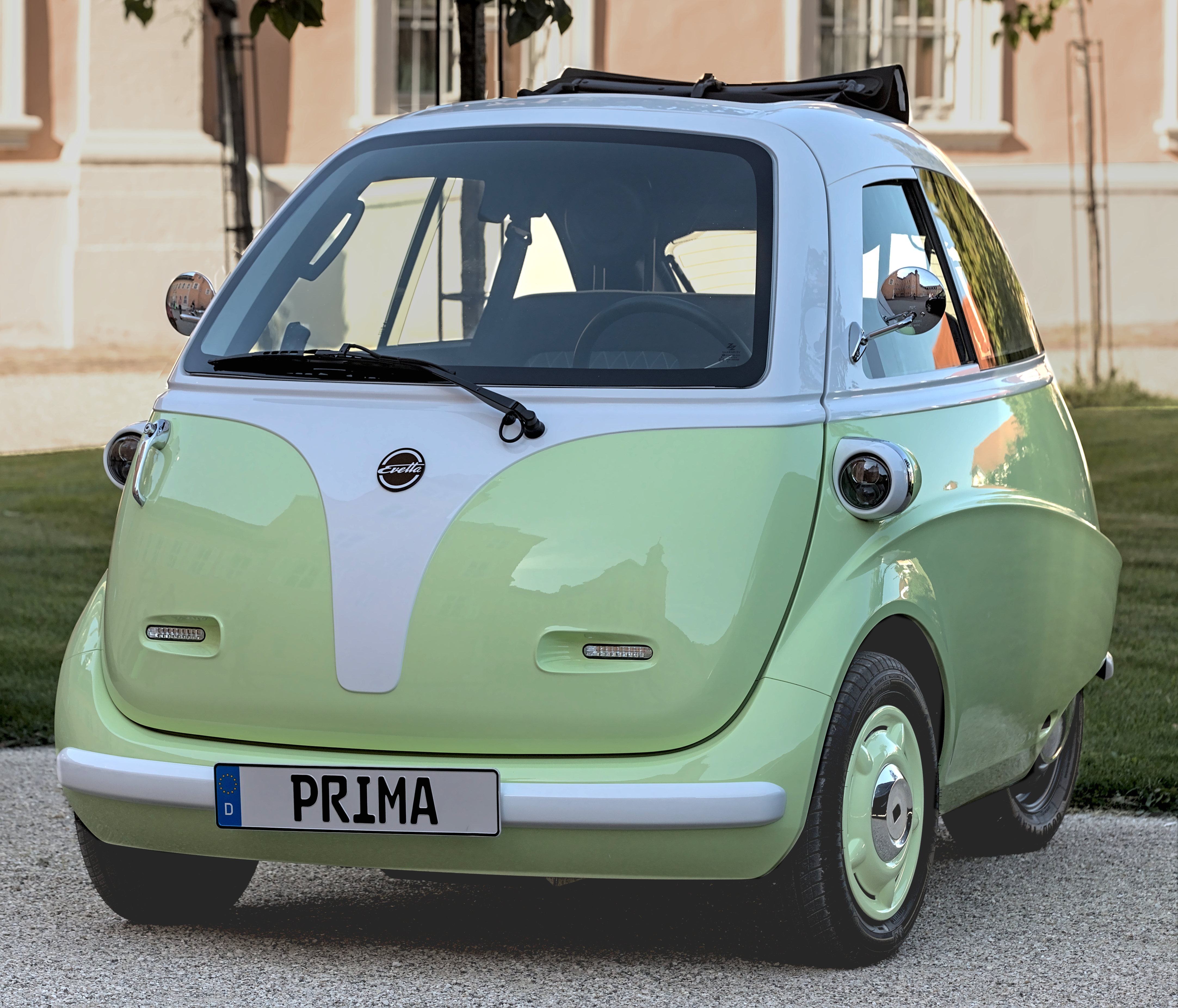
Evetta Prima
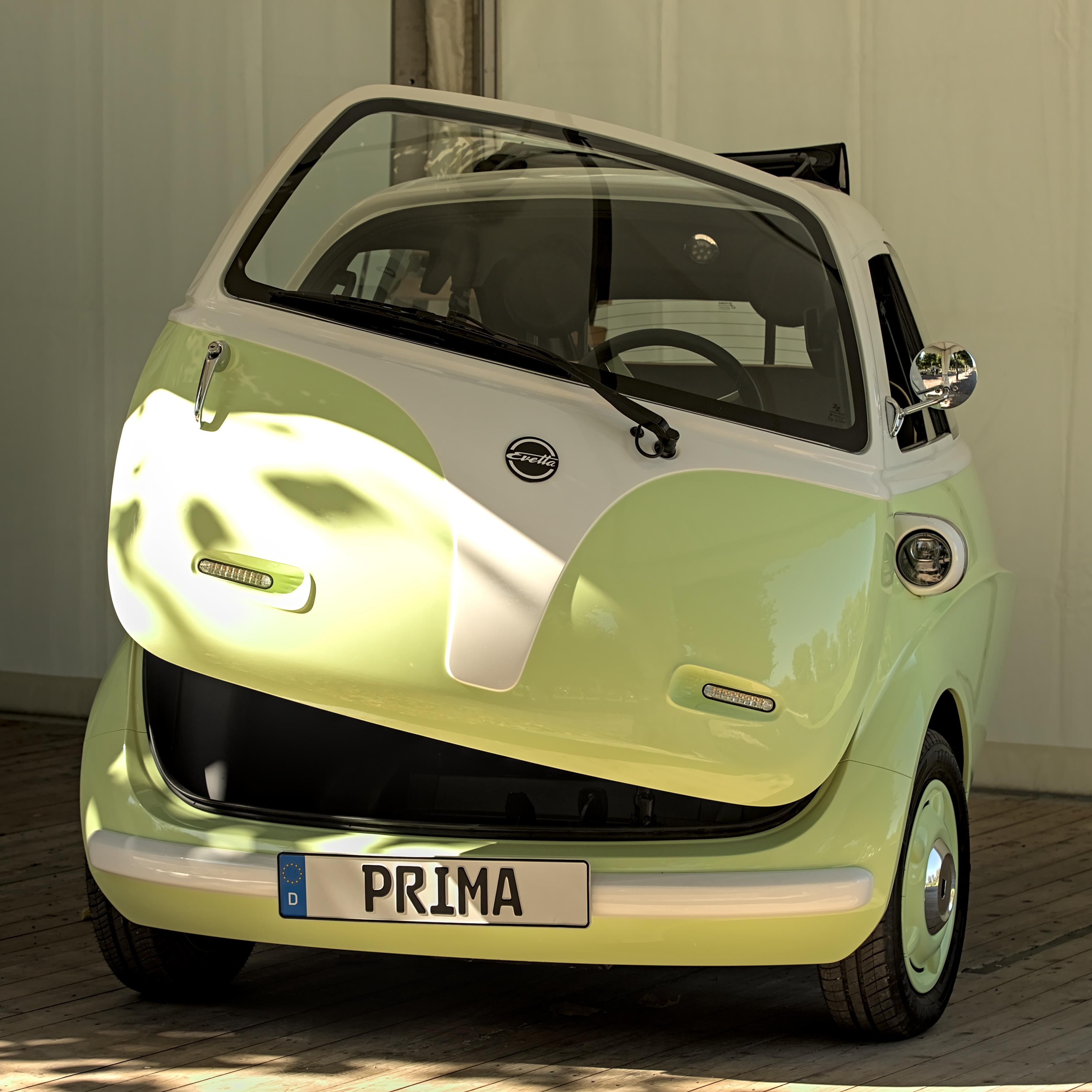
Evetta Prima
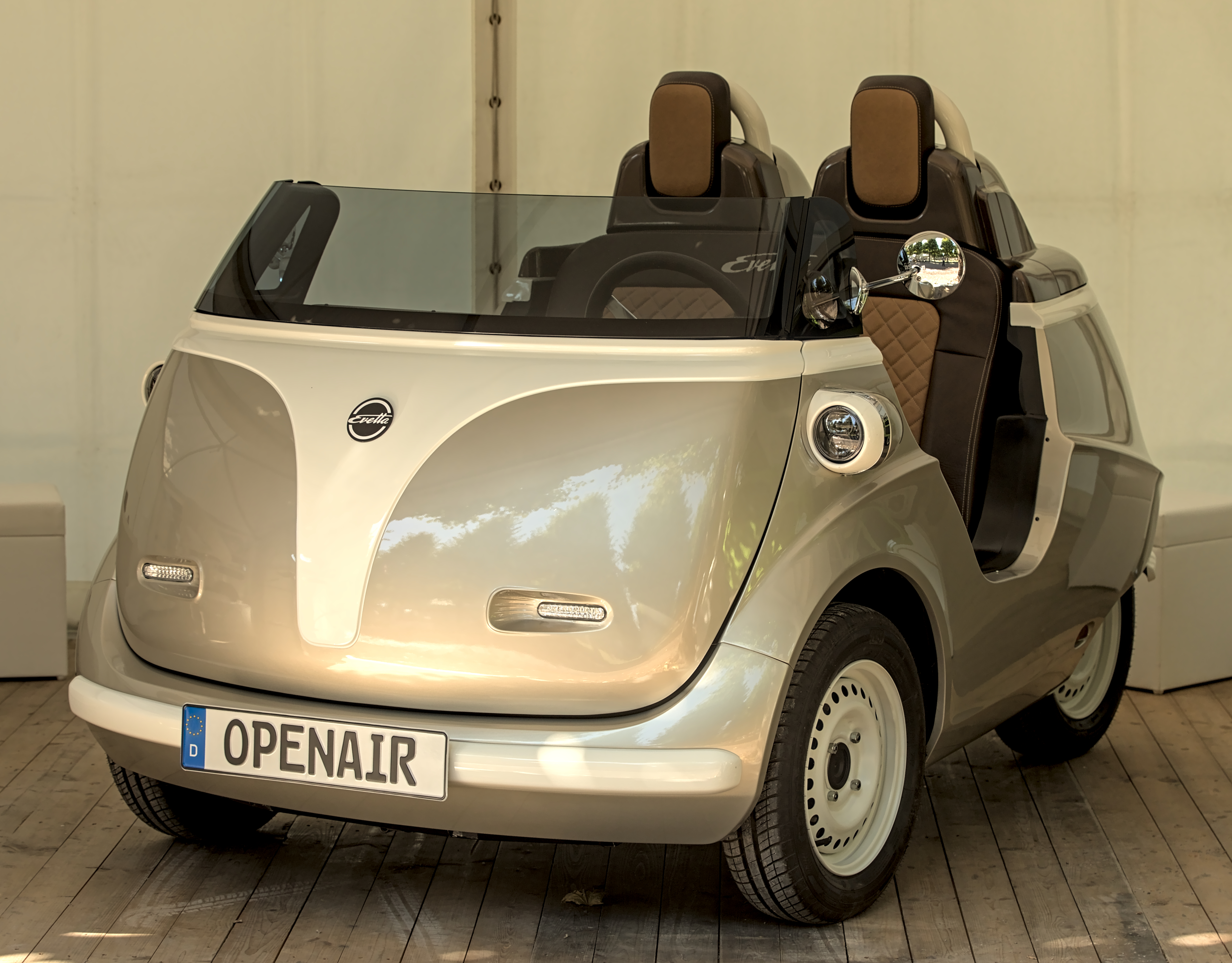
Evetta Openair, 2022
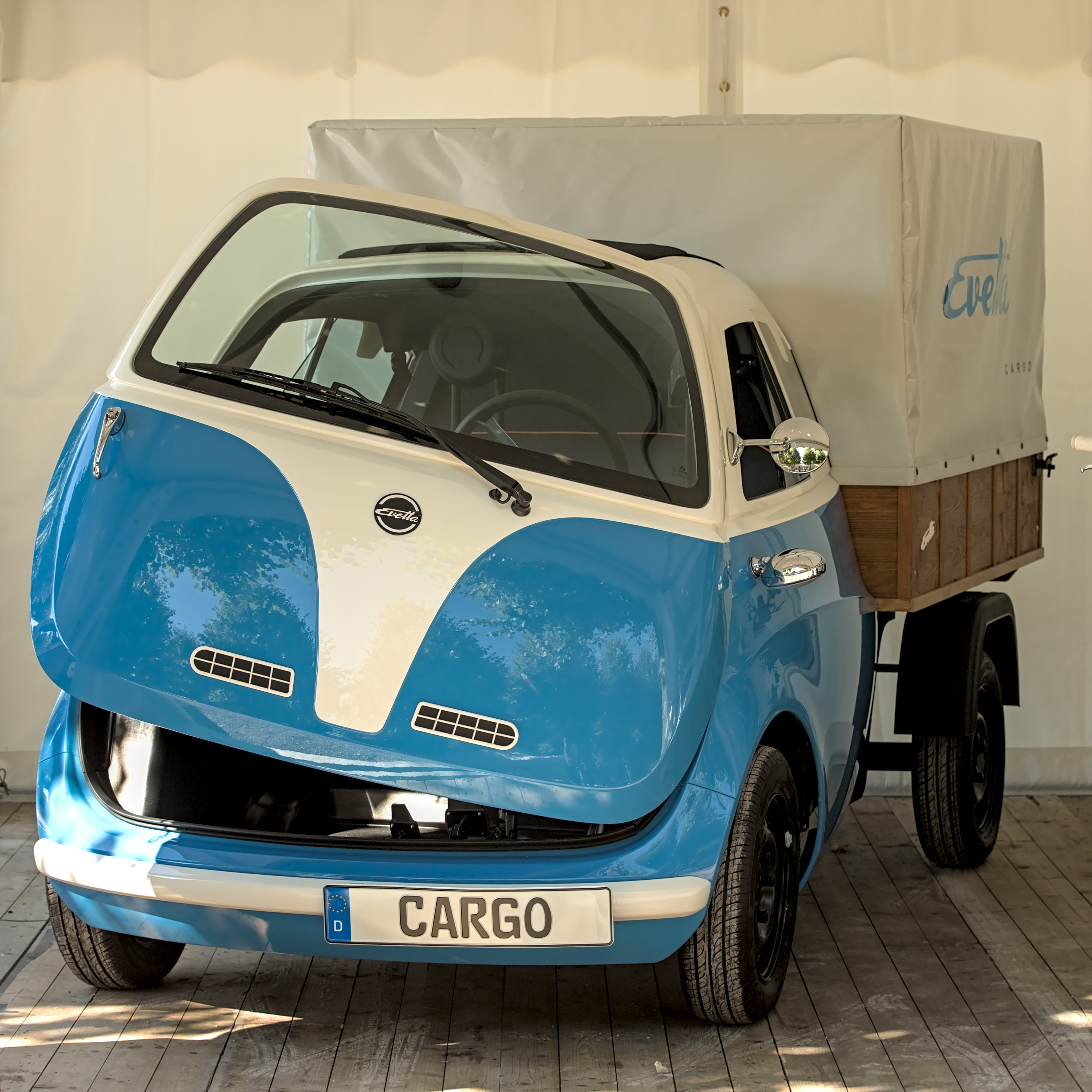
Evetta Cargo, 2022

Der Motor leistet 15 kW und in der Spitze 22 kW. Das maximale Drehmoment beträgt 80 Nm. Der kleine Wagen fährt bis zu 90 km/h schnell. Die Kapazität des Akkus beträgt je nach Version zwischen 14 kWh und 18 kWh. Die 18 kWh-Version hat eine maximale Reichweite von 240 km. Der Akku wird über einen Typ-2-Stecker oder an der Haushaltssteckdose aufgeladen.